# Врбовац (Блаце)
Врбовац је насеље у Србији у општини Блаце у Топличком округу. Према попису из 2022. било је 112 становникa (према попису из 1991. било је 244 становника).
Овде се налази Црква Светог архангела Гаврила у Врбовцу.

## Демографија
У насељу Врбовац живи 139 пунолетних становника, а просечна старост становништва износи 49,9 година (44,9 код мушкараца и 55,8 код жена). У насељу има 64 домаћинства, а просечан број чланова по домаћинству је 2,52.
Ово насеље је великим делом насељено Србима (према попису из 2002. године), а у последња три пописа, примећен је пад броја становника.
|  |

| Демографија | Демографија | Демографија |
| Година      | Становника  | Становника  |
| ----------- | ----------- | ----------- |
| 1948.       | 566         |             |
| 1953.       | 598         |             |
| 1961.       | 503         |             |
| 1971.       | 403         |             |
| 1981.       | 290         |             |
| 1991.       | 244         | 236         |
| 2002.       | 161         | 161         |

| Етнички састав према попису из 2002.‍ | Етнички састав према попису из 2002.‍ | Етнички састав према попису из 2002.‍ | Етнички састав према попису из 2002.‍ | Етнички састав према попису из 2002.‍ |
| ------------------------------------ | ------------------------------------ | ------------------------------------ | ------------------------------------ | ------------------------------------ |
|                                      |                                      |                                      |                                      |                                      |
| Срби                                 | Срби                                 |                                      | 160                                  | 99,37%                               |
| Црногорци                            | Црногорци                            |                                      | 1                                    | 0,62%                                |
| непознато                            | непознато                            |                                      | 0                                    | 0,0%                                 |

| Година пописа     | 1948. | 1953. | 1961. | 1971. | 1981. | 1991. | 2002. |
| ----------------- | ----- | ----- | ----- | ----- | ----- | ----- | ----- |
| Број домаћинстава | 90    | 98    | 104   | 102   | 94    | 83    | 64    |

| Број чланова      | 1  | 2  | 3 | 4 | 5 | 6 | 7 | 8 | 9 | 10 и више | Просек |
| ----------------- | -- | -- | - | - | - | - | - | - | - | --------- | ------ |
| Број домаћинстава | 17 | 24 | 8 | 5 | 8 | 2 | 0 | 0 | 0 | 0         | 2,52   |

| Пол    | Укупно | Неожењен/Неудата | Ожењен/Удата | Удовац/Удовица | Разведен/Разведена | Непознато |
| ------ | ------ | ---------------- | ------------ | -------------- | ------------------ | --------- |
| Мушки  | 76     | 25               | 39           | 9              | 2                  | 1         |
| Женски | 71     | 6                | 42           | 22             | 0                  | 1         |
| УКУПНО | 147    | 31               | 81           | 31             | 2                  | 2         |

| Пол    | Укупно                    | Пољопривреда, лов и шумарство | Рибарство                            | Вађење руде и камена | Прерађивачка индустрија       |
| ------ | ------------------------- | ----------------------------- | ------------------------------------ | -------------------- | ----------------------------- |
| Мушки  | 23                        | 5                             | 0                                    | 0                    | 7                             |
| Женски | 14                        | 4                             | 0                                    | 0                    | 2                             |
| УКУПНО | 37                        | 9                             | 0                                    | 0                    | 9                             |
| Пол    | Производња и снабдевање   | Грађевинарство                | Трговина                             | Хотели и ресторани   | Саобраћај, складиштење и везе |
| Мушки  | 1                         | 1                             | 2                                    | 0                    | 0                             |
| Женски | 0                         | 0                             | 1                                    | 0                    | 0                             |
| УКУПНО | 1                         | 1                             | 3                                    | 0                    | 0                             |
| Пол    | Финансијско посредовање   | Некретнине                    | Државна управа и одбрана             | Образовање           | Здравствени и социјални рад   |
| Мушки  | 0                         | 0                             | 1                                    | 1                    | 1                             |
| Женски | 0                         | 0                             | 0                                    | 1                    | 1                             |
| УКУПНО | 0                         | 0                             | 1                                    | 2                    | 2                             |
| Пол    | Остале услужне активности | Приватна домаћинства          | Екстериторијалне организације и тела | Непознато            | Непознато                     |
| Мушки  | 1                         | 0                             | 0                                    | 3                    | 3                             |
| Женски | 0                         | 0                             | 0                                    | 5                    | 5                             |
| УКУПНО | 1                         | 0                             | 0                                    | 8                    | 8                             |

## Галерија
- Двориште цркве у Врбовцу
- Црква Светог Архангела Гаврила у Врбовцу
- Улаз у цркву
- Унутрашњост цркве
- Унутрашњост цркве
- Унутрашњост цркве
- Унутрашњост цркве
- Унутрашњост цркве